# Нижній Яр
Ни́жній Яр (рос. Нижний Яр) — село у складі Далматовського району Курганської області, Росія. Адміністративний центр Нижньоярської сільської ради.
Населення — 205 осіб (2010, 361 у 2002).
Національний склад станом на 2002 рік: росіяни — 88 %.